# Compétitions de robotique
Tout comme le sport, la robotique possède des compétitions et festivals ; c'est un moment unique pour partager avec des passionnés. La majorité de ces festivals comme la coupe de France de robotique sont fondés sur le partage des connaissances. En général chaque équipe doit présenter son robot, certaines équipes vont plus loin en faisant un robot totalement open source[réf. souhaitée]. 

## En Europe

Logo Eurobot.

En 1998 naît la compétition Eurobot, compétition européenne de robotique. Les équipes sont qualifiées lors de rencontres nationales, organisées avec le soutien de l'association internationale Eurobot.  En France, il s'agit de la Coupe de France de Robotique, anciennement Coupe E=M6 de Robotique.
L'objectif est de créer un robot qui évolue sur une table de 2m * 3m et effectue différentes actions. Le thème et les actions à effectuer changent chaque année. Il n'y a pas de récompense et ces robots n'ont pas d'utilité dans la vie quotidienne, mais cette compétition permet de former les étudiants, de favoriser les échanges, de créer une communauté et même parfois d'imaginer de nouvelles solutions technologiques.

### En France

Logo de la coupe de France de robotique.

En France, la Coupe de France de robotique, qui s'appelait « coupe E=M6 » avant 1998, est historiquement une des premières coupes de robotique.
Depuis 2002, les départements de GEII des IUT de France organisent également une Coupe de France de Robotique des IUT à Vierzon. La motorisation et la source d'énergie étant imposées, les étudiants rivalisent principalement sur l'intelligence et l'efficacité de la partie électronique et informatique.
Depuis 2004, le Tournoi national de robots sumo a été organisé à Nîmes puis à Montpellier et en 2009 à Alès. Pour diversifier en 2007 le tournoi s'est vu ajouter une épreuve, un tournoi de robot suiveur de ligne, puis en 2008 une épreuve de robot F1. Depuis 2011, une compétition de robots labyrinthe complète les épreuves qui se déroulent au lycée A. Daudet de Nîmes. L'entrée est libre et la participation à ce tournoi est ouverte à tous. Depuis 2011, le tournoi est précédé par une journée de conférences sur le même thème. En 2013, c'est un ingénieur du CNES qui a présenté le robot Curiosity.En 2014, il y a eu une conférence de l'astronaute Michel Tognini. En 2015, le tournoi a eu lieu à l'IUT de Nîmes et c'est le mathématicien Cédric Villani qui est venu.
Depuis 2018, le Département du Val d’Oise organise sa compétition de robotique departemental : « VObot challenge ». Cette compétition traduit les aventures du petit robot nommé VObot, où les collégiens doivent résoudre des missions pour acquérir le plus de points possibles. C’est un franc succès dans les collèges valdoisiens puisque près de 65 collèges ont déjà participes. En 2021 une version cloud du challenge a été décliné réunissant plus de 68 équipes. 
En 2022, 118 équipes soit près de 500 concurrents et 89 coaches sont attendus.

## Aux États-Unis
Le DARPA Robotics Challenge est un concours qui se déroule de 2012 à 2014. L'objectif est de créer un robot capable d'intervenir dans des situations d'urgence où un humain ne pourrait intervenir sans risque. Le DARPA offre 34 millions de dollars répartis entre les différentes équipes, en fonction de leurs résultats.
Le Space Robotics Challenge de la NASA qui s'est terminé en 2017.

## Au Japon
Au Japon, où la robotique est très populaire, le tournoi de robots-sumos est une des compétitions les plus célèbres. La règle est simple : il faut sortir son adversaire de l’aire de jeu.

## Ailleurs dans le monde

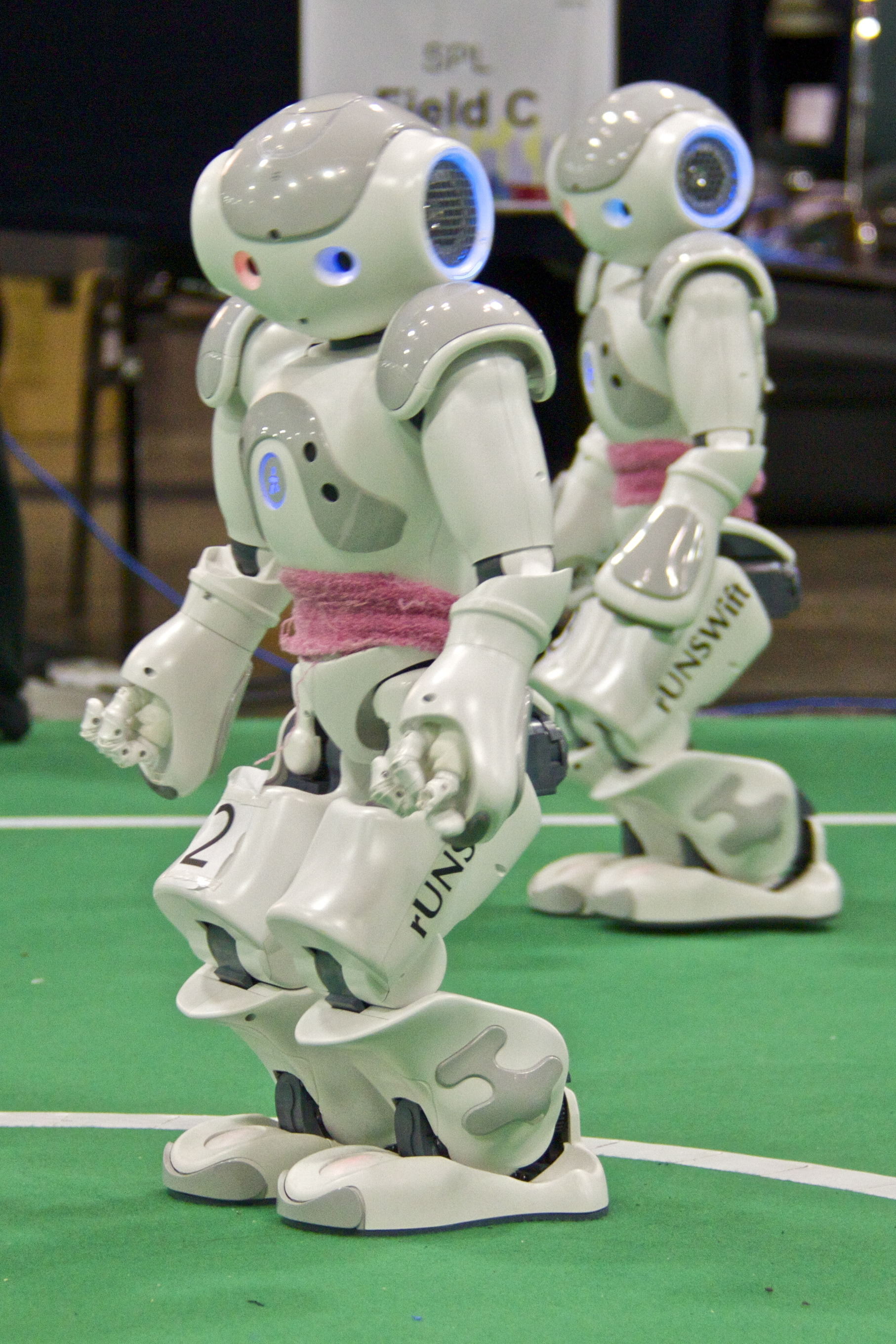
Nao, le robot officiel de la standard league de RoboCup.

RoboCup est une compétition internationale dont le but est de développer une équipe de football composée de robots humanoïdes totalement autonomes. L'objectif est de gagner contre les champions du monde d'ici 2050. Il existe plusieurs catégories, qui vont de la simulation aux robots humanoïdes en grandeur nature. 
Depuis 2008 est organisée la WRSC. Il s'agit d'une compétition pour des robots voiliers de moins de 4m de longueur, qui doivent accomplir un ensemble de missions en totale autonomie. La WRSC a eu lieu en Autriche (2008), au Portugal (2009), au Canada (2010), en Allemagne (2011), au  Royaume-Uni (Pays de Galles, 2012) et aura lieu à Brest en France en 2013.
La compétition mise en place par Mohamed Bin Zayed en 2017 et qui et réitéré en 2020, organisé par l'université Khalifa, nommé MBZIRC (Mohamed Bin Zayed International Robotics Challenge). Elle consiste à faire travailler en collaboration un robot terrestre et des drones dans 3 challenges différents suivis d'une épreuve finale. Les équipes viennent de partout dans le monde, qu'elles fassent partie d'une université ou d'une entreprise. Cette compétition propose des sommes très importantes versées aux équipes gagnantes.